# بنک آو کامیونیکیشن

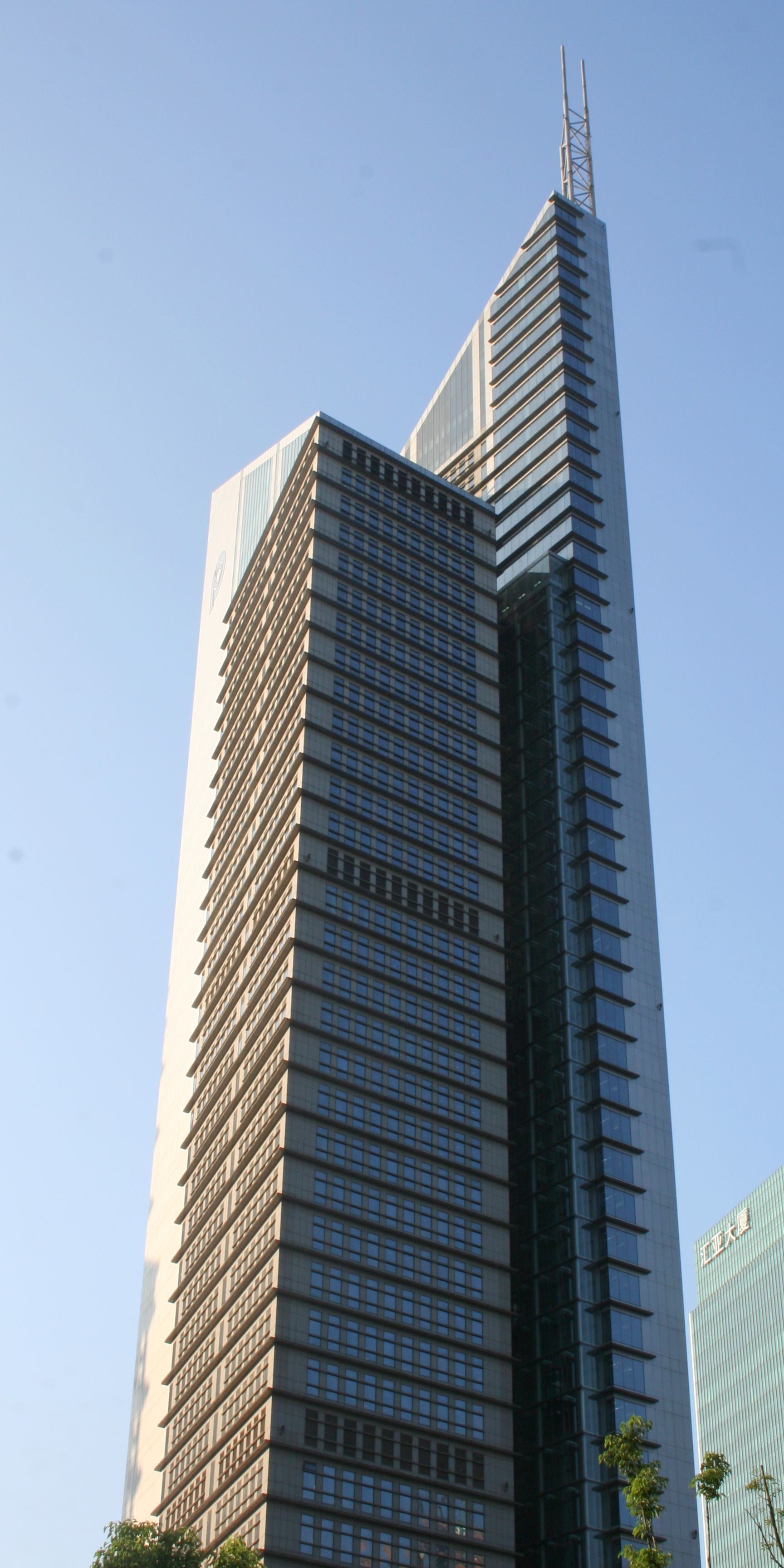
ساختمان مرکزی بنک آو کامیونیکیشن در شهر شانگهای

بنک آو کامیونیکیشن (به انگلیسی: Bank of Communication) یا بانک ارتباطات چین شرکت خدمات مالی و بانکداری چینی است، که در زمینه ارائه خدمات بانکداری شرکتی، بانکداری خرد، بانکداری سرمایه‌گذاری و خدمات بیمه فعالیت می‌کند.
بنک آو کامیونیکیشن در سال ۱۹۰۸ تأسیس شد و در حال حاضر مالک شبکه‌ای از ۲٫۶۴۳ شعبه در ۲۲۰ شهر جهان می‌باشد. این بانک در سال ۲۰۱۱ در فهرست فورچون جهانی ۵۰۰ در رتبه ۳۹۷ از بزرگ‌ترین شرکت‌های جهان قرار داشت.
دفتر مرکزی این بانک در شهر شانگهای قرار دارد و بخشی از سهام آن در بازارهای بورس اوراق بهادار هنگ کنگ و بورس شانگهای معامله می‌شود.